# 動作喜劇
動作喜劇是結合了動作和喜劇方面的類型，在電影、電視作品廣為出現。AllMovie網站將動作喜劇電影描述為具有「快節奏火爆」的動作但「整體氛圍輕鬆愉快」，很少有重大死傷的電影。劇本實驗室（The Script Lab）網站認為，「此類型依靠角色來展現幽默感，而動作場景往往不如傳統動作片那麼激烈。」
動作喜劇常有「魚離水」（fish out of water）的主題；例如，利用主演的名氣來對比背景，例如20世紀末演員艾迪·墨菲在「《比佛利山超級警探》電影中，他的街頭諷刺角色與傳統的警察公式發生摩擦」。
1926年巴斯特·基頓主演的電影《將軍號》可能是第一部動作喜劇電影。其他早期形式的動作喜劇電影是20世紀30年代的武俠電影。Allmovie稱「這類電影的明星將機智、俏皮話與驚心動魄的情節、大膽的特技結合在一起。」在20世紀80年代，這種類型變得司空見慣，警察搭檔電影作為動作喜劇電影的延伸而出現，例如《午夜狂奔》（1988年）和《致命武器》系列電影。而這十年間較出名的動作喜劇還包括《福祿雙霸天》（1980年），以及成龍的電影。
在1990年代，動作喜劇電影「變得更加暴力，殘暴的死亡和激烈的槍擊越來越多地被用作笑點」。爛番茄寫道，《尖峰時刻》（1998年）重振了這一類型的模式，《兩根槍管》（1998年）是這十年的一大亮點。在21世紀的前二十年，知名例子如《絕地戰警》系列、《功夫》（2004年）、《終棘警探》（2007年）、《開麥拉驚魂》（2008年）和《龍虎少年隊》（2012年）。

## 延伸閱讀
- King, Cynthia M. . Kendrick, James  (编). . Wiley. 2009: 140–164. ISBN 978-1-119-10076-8.